# Ретаргетинг
Ретаргетинг, так же поведенческий ретаргетинг, ремаркетинг (англ. retargeting «перенацеливание») — рекламный механизм, посредством которого онлайн-реклама направляется тем пользователям, которые уже взаимодействовали с сайтом, мобильным приложением или страницей рекламодателя в социальных сетях. С точки зрения интернет-пользователей, ретаргетинг — это повторяющийся показ интернет-рекламы продукта или услуги, к которой они ранее проявляли интерес.

## Описание
Согласно исследованиям, от 95 до 98 % пользователей покидают веб-сайт без совершения покупки. Ретаргетинг помогает компаниям нацеливать рекламу именно на таких пользователей. В простейшем виде, при использовании ретаргетинга пользователи видят рекламу конкретного продукта после того, как они покидают сайт данного продукта. Считается, что такой подход более эффективен, чем рекламная кампания, направленная на «холодную» аудиторию, вследствие того, что он удерживает интерес пользователей, которые на данный момент интересуются рекламируемым продуктом и уже знакомы брендом рекламодателя. В случае, когда компания уже потратила бюджет на привлечение пользователя к себе на сайт, с помощью ретаргетинга она может осуществить коммуникацию с тем же пользователем, но другим способом (баннерная, медийная реклама) в новых местах взаимодействия (тематические сайты, форумы) и с использованием другого бюджета (например с оплатой за показы CPM).
Технически ретаргетинг осуществляется путём показа объявлений в рекламных сетях или на отдельных веб-площадках, на которых рекламные агентства закупают рекламные показы по заказу своих клиентов — рекламодателей.
Считается что для превращения пользователя в покупателя необходимо как минимум 7 взаимодействий. Ретаргетинг позволяет продолжить маркетинговую коммуникацию с пользователем после того, как он покинул сайт рекламодателя и увеличить вероятность совершения этим пользователем целевого действия. Такая форма покупки рекламы стала быстро растущей тенденцией в онлайн-рекламе.

## Виды ретаргетинга
Кроме основного вида ретаргетинга — поведенческий ретаргетинг, существует ряд подвидов.
Поисковый ретаргетинг позволяет демонстрировать рекламные объявления на страницах поисковой выдачи пользователям, которые ранее уже посещали сайт рекламодателя. Это текстовые объявления, которые таргетируются на ключевые слова. В рунете поисковый ремаркетинг предлагают «Яндекс. Директ» и Google AdWords. Последний также предлагает возможность показывать рекламу на поиске Google пользователям, ранее взаимодействовавшим с видероликами или каналом рекламодателя на YouTube.
Персонализированный (динамический) ретаргетинг позволяет рекламодателям показывать свой баннер, созданный «на лету», для конкретного пользователя на основании особенностей его поведения в сети. Например, если пользователь посещает сайт рекламодателя и просматривает продукты A, B и C, то в дальнейшем этот пользователь видит баннеры, на которых изображены недавно просмотренные им продукты A, B и C. Для осуществления персонализированного ретаргетинга могут быть использованы данные о пользователе, хранящиеся в базе CRM или Retention CRM рекламодателя. Данный вид ретаргетинга часто используют ведущие digital-агентства в рамках проводимых ими рекламных кампаний.
Ремаркетинг для пользователей мобильного приложения позволяет повторно обращаться к аудитории, которая уже установила и определенным образом взаимодействовала с приложением. Функция доступна в Google AdWords. Например, рекламу можно настроить на тех пользователей, которые запускали (или не запускали) приложение в определенный период или выполнили определенные действия — положили товар в корзину, дошли до 10 уровня в игре и т. д.
Видеоремаркетинг позволяет показать пользователю видеоролик или серию видеороликов, если он ранее взаимодействовал с сайтом, приложением, Youtube-каналом или страницами в социальных сетях рекламодателя. Самыми крупными площадками для видеоремаркетинга являются YouTube, Facebook и «Вконтакте».

## Техническая реализация
На сайте рекламодателя устанавливают специальный фрагмент кода (специальную картинку размером в 1 пиксель), который срабатывает на определенные действия пользователя (посещение сайта, просмотр информации о товаре, регистрация и т. д.). Этот код сохраняет идентификатор пользователя в куки браузера, либо передает информацию стороннему сервису, например, социальной сети пользователя, где он зарегистрирован. Далее эта информация используется на других сайтах с целью показа индивидуальных рекламных баннеров или продолжения отслеживания. Также этот код может сохранять идентификатор пользователя в список ретаргетинга, находящийся в базе данных платформы, предоставляющей функцию ретаргетинга. Каждый раз, когда такой пользователь посещает веб-площадки, на которых осуществляется показ баннеров из сетей, поддерживаемых платформой, код баннера считывает его куки и на основе идентификатора пользователя предоставляет ему таргетированную рекламу. Это может быть персонализированная реклама, сгенерированная для данного пользователя, или для данной категории пользователей.
Как правило, веб-площадки не сотрудничают напрямую с рекламодателями. Площадки предоставляют свои рекламные места путём участия в рекламных сетях или в биржах баннерной рекламы. Весь механизм обработки рекламного показа происходит на стороне платформы рекламной сети или биржи.
Крупные социальные сети активно используют механизм ретаргетинга и предлагают рекламодателям инструменты по его использованию, например, для отслеживания действий пользователей и показа им индивидуальной рекламы.

## Проблемы и недостатки ретаргетинга, критика ретаргетинга
При всех своих преимуществах, ретаргетинг имеет и ряд проблем. Некоторые пользователи Интернета не любят, когда их преследует одна и та же реклама. А некоторые рекламные продукты даже могут вызывать отрицательные эмоции, комплексы. Например, блогер миссис Мэтлин ощущала себя всё ещё полной, постоянно видя рекламу услуги похудения, которой она раньше пользовалась.
Майк Моран, автор книги по интернет-маркетингу «Do It Wrong Quickly», описал проблему несогласования онлайн- и офлайн-покупок. Покупатель начинает совершать покупку онлайн, заходит на сайт продавца и тут у него могут появиться какие-либо вопросы. Он звонит в магазин по телефону, чтобы спросить, и завершает свой заказ уже офлайн. Если система не может отслеживать офлайн-покупки и согласовать с онлайн-активностью пользователя, то она начинает рекламировать пользователю в баннерных сетях или электронных сообщениях товар, который он уже купил.
Согласно исследованию, проведенному Катерин Такер, профессором Школы управления Слоуна при Массачусетском технологическом институте, и Ани Ламбрехт, профессором Лондонской школы бизнеса, персонализированная реклама не только не ведёт к конверсии, но скорее всего будет проигнорирована. По словам Такер, такая конкретизированная реклама эффективна только тогда, когда потребитель близок к совершению покупки.
По словам сотрудницы онлайн-магазина Zappos.com миссиc Магнесс, некоторые пользователи могут испытывать стресс от того, что они могут почувствовать, что за ними кто-то следит по мере того, как они переходят с сайта на сайт. Для успокоения таких пользователей Zappos размещает на своих баннерах сообщение «Почему я вижу эту рекламу?», нажав на которое, они могут получить объяснение происходящего.
Джефф Честер, защитник права неприкосновенности частной жизни и исполнительный директор Центра цифровой демократии в Вашингтоне, утверждает, что ретаргетинг — это коммерческая система контроля, которая получает всё больший охват и вызывает правовые вопросы в области неприкосновенности частной жизни и гражданских свобод.

## Распространение
Технологию ретаргетинга поддерживают многие из крупнейших баннерных сетей. Примеры рекламы, сгенерированной при помощи ретаргетинга, можно увидеть на таких сайтах, как «ВКонтакте», YouTube, Facebook, Instagram, сайтах и сервисах, входящих в контекстную медийную сеть Google и рекламную сеть Яндекса и др.

### Ретаргетинг на Западе
Ретаргетингом пользуются такие онлайн-магазины, как Art.com, B&H Photo, Diapers.com, eBags.com, Discovery Channel.
Платформа ReTargeter одноимённой американской компании, предоставляющая технологию ретаргетинга, показывает рекламу в таких сетях как DoubleClick компании Google, Right Media компании Yahoo, Rubicon, Fox и называет среди своих клиентов такие компании, как Microsoft, ING Direct (ING Groep N.V.), Edufire, GigaOM и др.
Компания Google начала тестирование новой техники в 2009 году под названием ремаркетинг. В марте 2010 года сервис стал доступен всем рекламодателям в сети AdWords.
Другие известные платформы и баннерные сети, предоставляющие услуги ретаргетинга:
- adroll.com
- advertising.com (AOL)
- Google Display Network

Принципы поведенческого ретаргетинга использует официальный сайт предвыборной кампании Барака Обамы 2012 года BarackObama.com. Посетителям этого сайта выставляются куки множества рекламных сетей. Поэтому даже покинув сайт кампании, пользователи продолжают видеть баннеры в поддержку кандидата.

### Ретаргетинг в России и Беларуси
В России пионерами ретаргентинга были: компания Internest с проектом Soloway, баннерная сеть MaxLab и рекламная сеть «Каванга», почти одновременно запустившие продукт под названием «Бумеранг». Первой компанией, запустившей динамический ретаргетинг в России, стала компания eTargeting. Следом за ними технологию ретаргетинга в России стали предоставлять Adnous.ru, Ritorno.ru, Retargeter.ru (один из проектов HubRus.ru), AdFox.ru, AdRiver.ru, Begun.ru, konverta.ru, RuTarget.ru, «Яндекс», MyThings.com, RTB-Media.ru и другие. В Беларуси одним из лидеров по использованию ремаркетинга в рекламных кампаниях является «Вебмарт Групп» (webmart.by). Еще 2—3 года назад  этими услугами попробовали воспользоваться крупные компании, но, увы, эта работа оказалась достаточно трудоемкой для агентств и не настолько эффективной, как ожидалось. Но в 2011 году появился RTB протокол, который основан на кукимачинге и синхронизации со всеми сетями одновременно в RTB экосистеме. На западе он буквально за 18 месяцев превратился из «давайте попробуем» в основную понятную всем парадигму и сформировал новую модель интернет-закупок, а именно закупку аудитории по их предыдущим действиям. Это первый шаг к началу полезных целевых сегментов и вообще к идее поведенческой рекламы. На осеннем RIW 2012 основные российские игроки HubRus.ru, Yandex, AdFox.ru, AdRiver.ru, Google, Betweendigital.ru, Mirs.com, Begun.ru, заявили о возможности поддержания этого протокола. На 2019 год ретаргетинг является одним из эффективных способов получения конверсий в интернет рекламе. Многие агентства интернет рекламы его используют для проведения кампаний на сайтах своих клиентов.